# Dave Wakeling

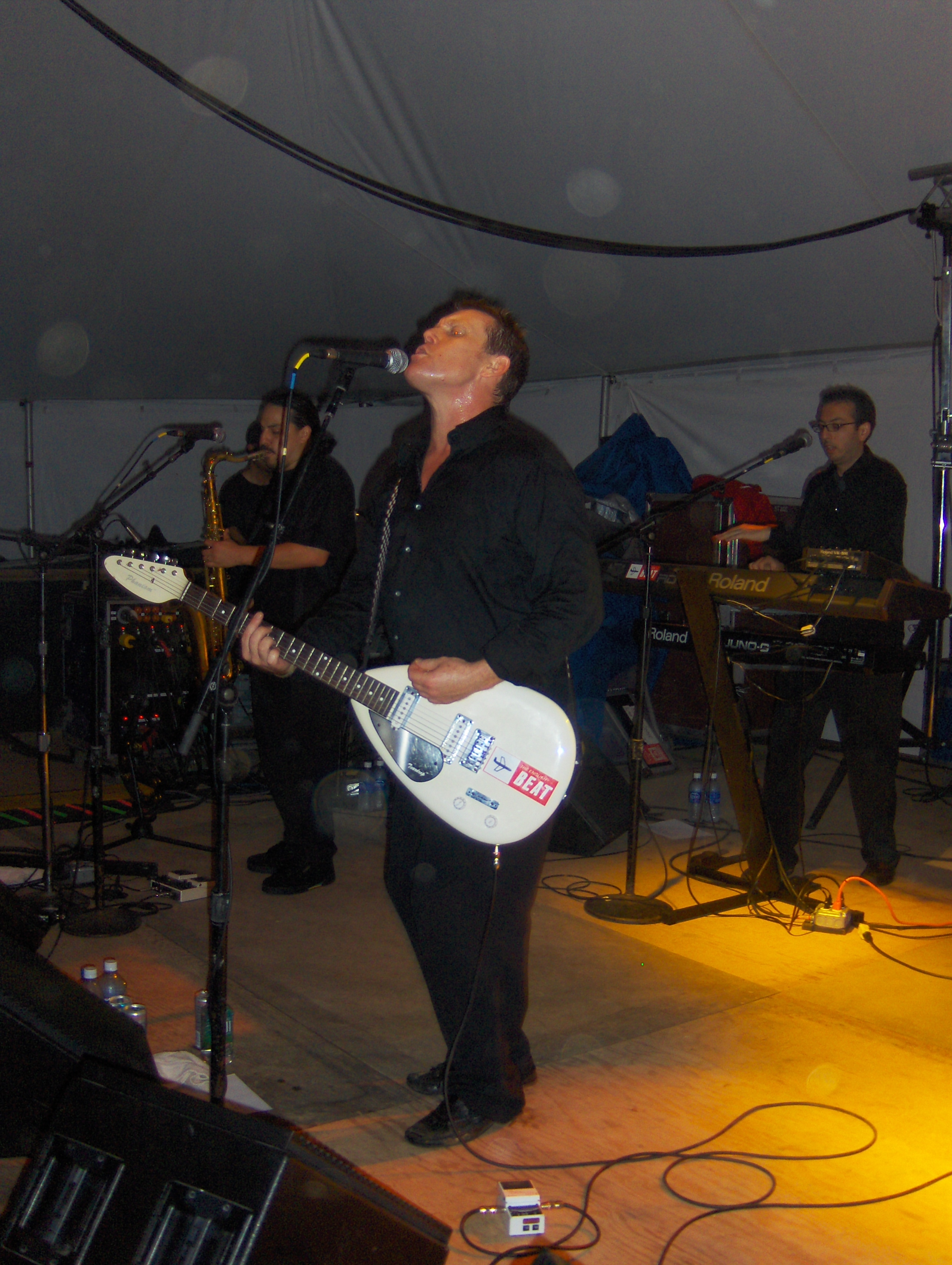
Dave Wakeling bij een concert in 2007

Dave Wakeling (19 februari 1956, Birmingham) is een Brits skamuzikant; hij is bekend geworden als zanger/gitarist van The Beat en General Public.

## Biografie

### The Beat
Wakeling begon met gitaarspelen nadat hij op tv de Beatles zag met de linkshandige Paul McCartney; ook Brian Jones van de Rolling Stones was een belangrijke inspiratiebron. Met The Beat werd Wakeling tot de 2 Tone-beweging gerekend die in 1979 de wereld veroverde vanuit het nabijgelegen Coventry, al bracht de band slechts één single uit op dit label om vervolgens een eigen koers te varen. The Beat scoorde hits als Mirror in the Bathroom, Hands Off, She's Mine en Too Nice To Talk To, en was in tegenstelling tot de andere 2 Tone-bands populairder in Amerika dan in Engeland. In 1983 besloot Wakeling de band op het hoogtepunt op te heffen; samen met tweede zanger Ranking Roger ging hij verder als General Public. De albums All the Rage uit 1984 en Hand to Mouth uit 1986 zetten de (Amerikaanse) successen voort, daarna ging het duo met ruzie uit elkaar.

### Solocarrière
In 1988 maakte Wakeling zijn solodebuut; hij leverde de titelsong voor de soundtrack van de film She's Having a Baby en verhuisde datzelfde jaar van Birmingham naar Los Angeles. In 1991 bracht Wakeling het album No Warning uit waarop hij een brug sloeg tussen het skageluid van The Beat en de soul-pop van General Public.
Ondertussen had Ranking Roger zich aangesloten bij Special Beat, een 2 Tone-supergroep onder leiding van Specials-drummer John Bradbury; Wakeling deed mee tijdens een van de Amerikaanse afscheidsconcerten in 1993, wat ertoe leidde dat General Public tijdelijk weer nieuw leven werd ingeblazen; in 1995 verscheen het album Rub It Better met een gastbijdrage van Beat-blazer Saxa.

### Dave Wakeling & the English Beat
In de jaren 00 werd The Beat nieuw leven ingeblazen, zij het met zang van Ranking Roger en diens zoon Ranking Junior; Wakeling was het hier niet mee eens en begon vanuit Californië zijn eigen English Beat (zoals de band in Amerika wordt genoemd) waarmee hij ook nummers van General Public speelt.
In april 2006 doneerde Wakeling zijn linkshandige Vox Mark III aan de Rock and Roll Hall of Fame; zesentwintig jaar lang was dit zijn voornaamste instrument.
In 2013 bracht Wakeling met zijn English Beat twee nieuwe nummers uit die te horen waren in een aflevering van zijn favoriete tekenfilmserie Scooby Doo; een daarvan, You're Dead Right, Mate, werd vertolkt door de zombie-skaband Rude Boy and the Ska-Tastics die weer tot leven werd gewet met al doel om mensen in ska-dansende zombies te veranderen. De Hex Girls, namen het andere nummer (We're the Good Bad Girls) voor hun rekening. De bewuste aflevering, Dance of the Undead werd uitgezonden op 26 maart 2013.
In 2014 kondigde Wakeling een nieuw album aan; het gecrowdfunde Here We Go Love! werd op 25 mei 2018 uitgebracht.
Op 30 maart 2019 vierde Wakeling het veertigjarig jubileum van The Beat; dit concert, dat plaatsvond in Santa Cruz, werd opgedragen aan Ranking Roger die vier dagen eerder op 56-jarige leeftijd aan kanker overleed.

## Persoonlijk leven
Wakeling kwam in 1985 uit voor zijn biseksualiteit. Hij is gescheiden en heeft twee kinderen; zoon Max en dochter Chloe. Wakeling woont in de San Fernando Valley ten noorden van Los Angeles; hij is begaan met het milieu en de economische malaise in Amerika. Ook is hij ambassadeur van Specialized, een Britse stichting die ska-gerelateerde tribute-albums uitbrengt voor het Teenage Cancer Trust.
- Bibsys: 5042669
- Biblioteca Nacional de España: XX1128242
- International Standard Name Identifier: 0000 0000 3164 3413
- Library of Congress Control Number: n94062753
- MusicBrainz: 6356a56d-ce24-48aa-9d40-48613627bad1
- Virtual International Authority File: 58309310
- WorldCat: E39PBJxRwQTRwX9KRdD7PwRh73